# Чемпионат Европы по софтболу среди женщин 1988
6-й чемпионат Европы по софтболу среди женщин 1988 проводился в городе Хёрсхольм (Дания) с 5 по 10 июля 1988 года с участием 9 команд.
В Дании и городе Хёрсхольм женский чемпионат Европы проводился впервые.
Чемпионом Европы (в 5-й раз в своей истории) стала сборная Нидерландов, победив в финале сборную Италии. Третье место заняла сборная Швеции.
Впервые в женском чемпионате Европы участвовали сборные Финляндии и Франции.

## Итоговая классификация
| Место | Команда    |
| ----- | ---------- |
| 1     | Нидерланды |
| 2     | Италия     |
| 3     | Швеция     |
| 4     | Бельгия    |
| 5     | Испания    |
| 6     | Финляндия  |
| 7     | Дания      |
| 8     | Франция    |
| 9     | Германия   |